# Air Chathams

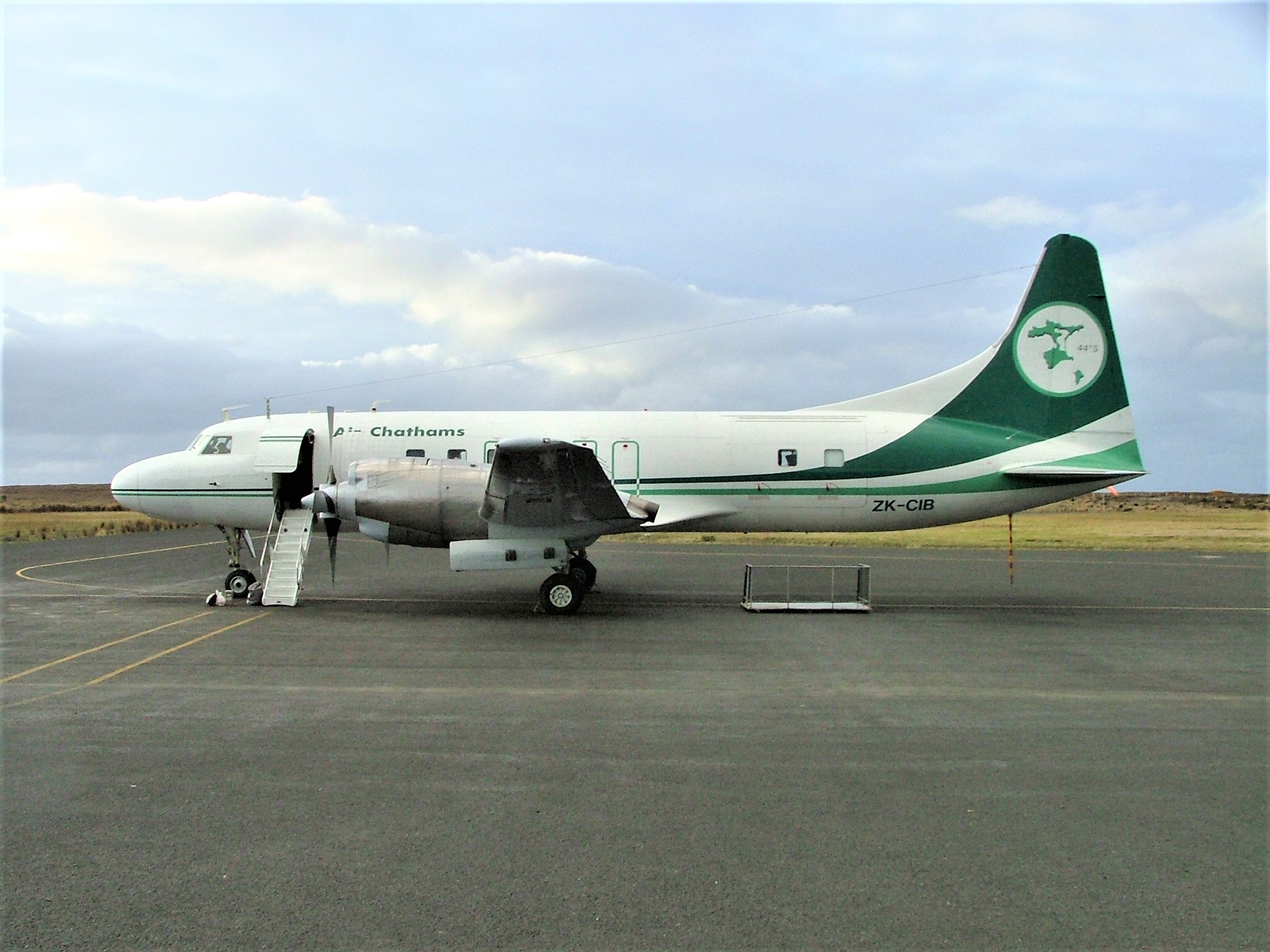
Air Chathams Convair 580 à l' aéroport de Tuuta, îles Chatham en septembre 2003

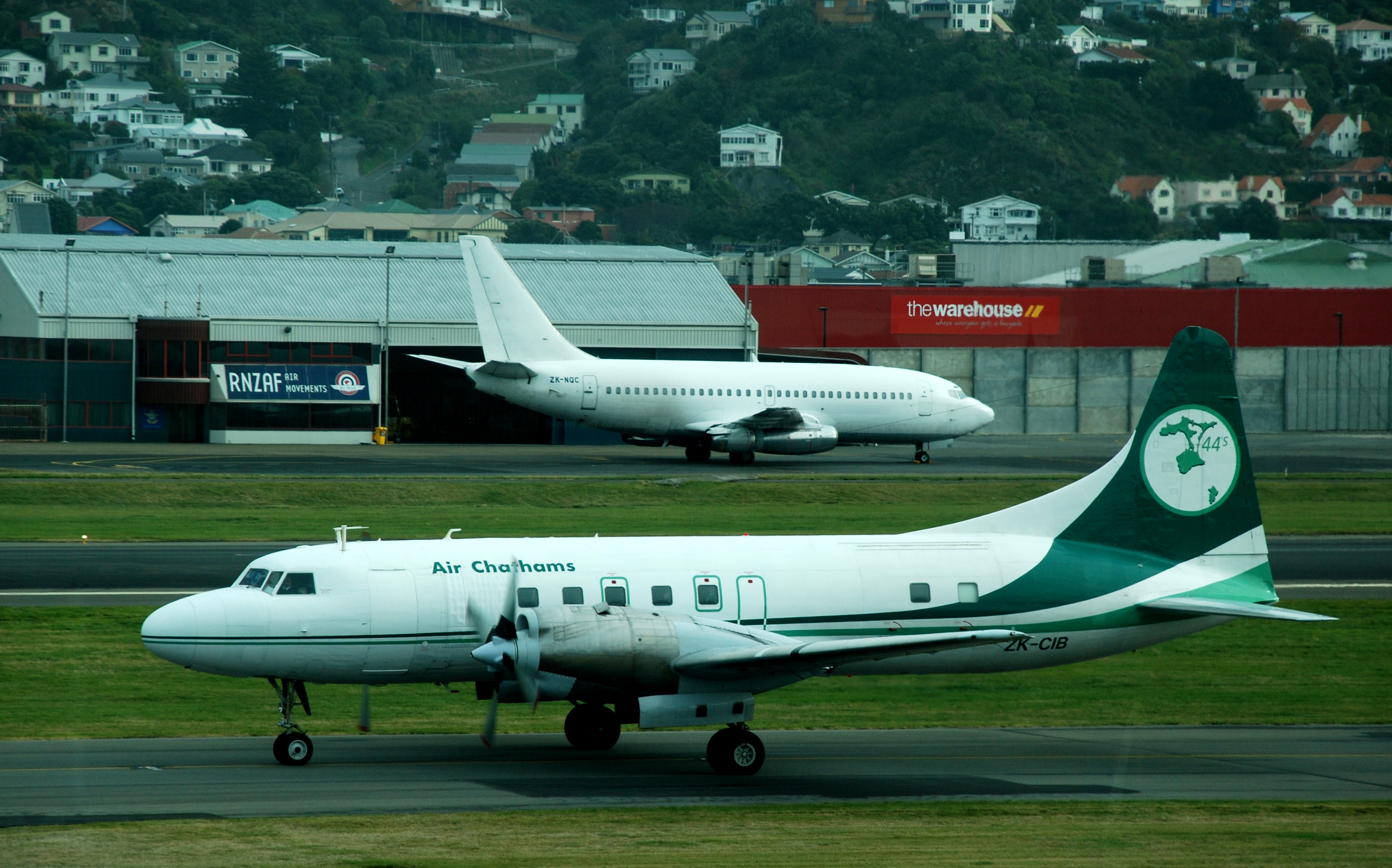
Air Chathams Convair 580 à Wellington, 21 mai 2007

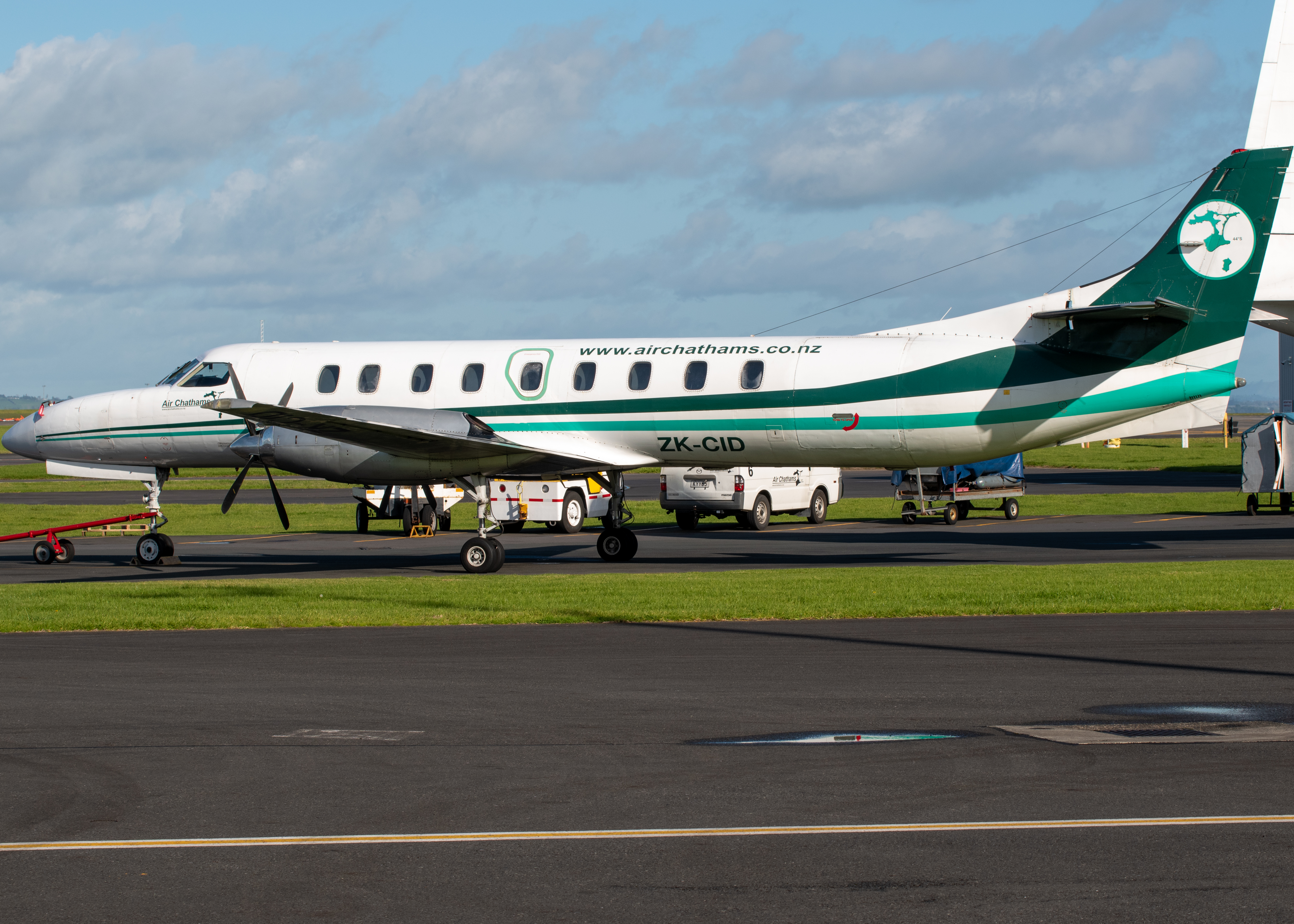
Air Chathams Fairchild Metroliner ZK-CID

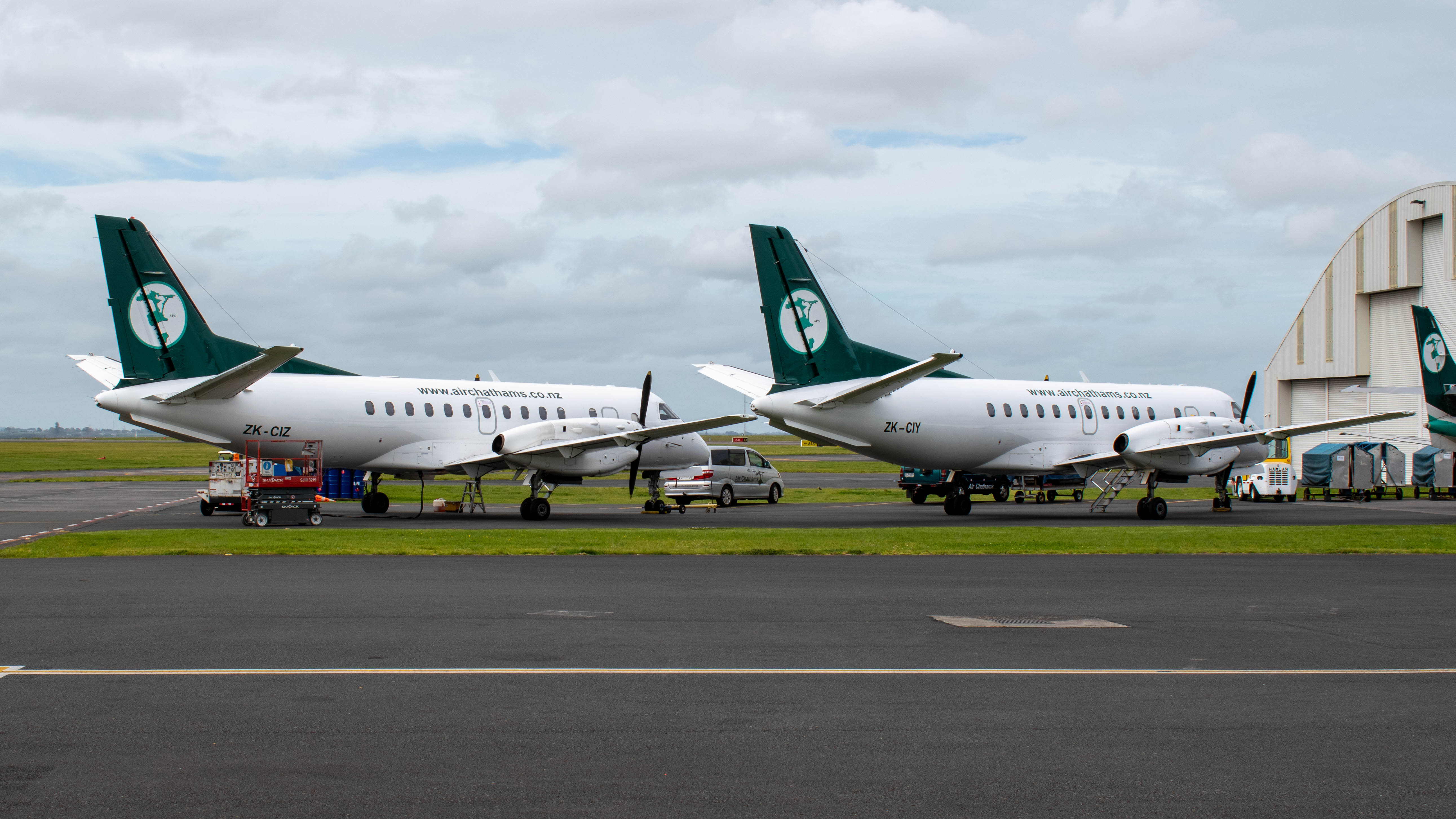
Deux des Air Chathams Saab 340

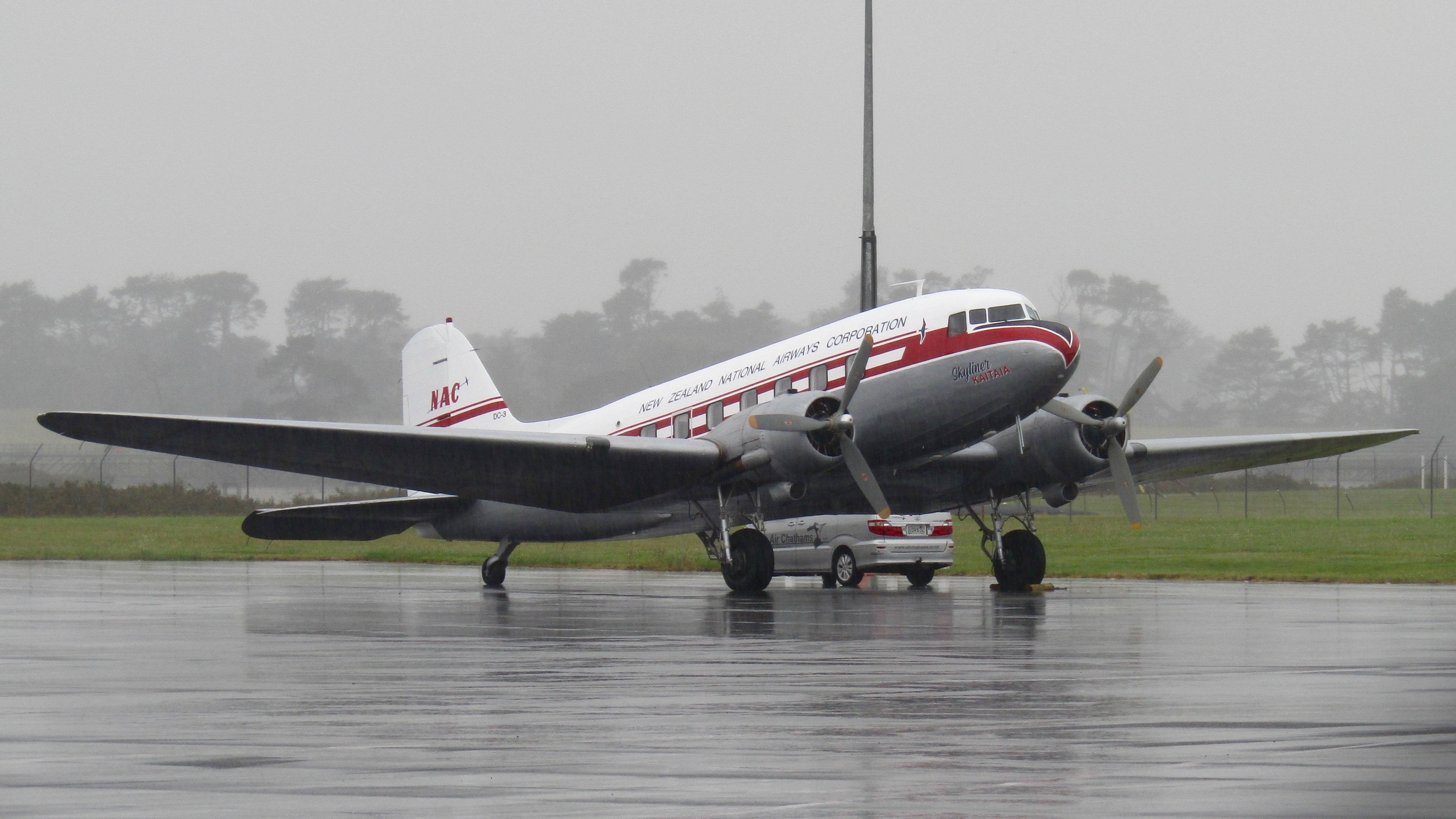
Le NAC d'Air Chathams a embarqué un DC-3 garé à leur rampe à l'aéroport d'Auckland.

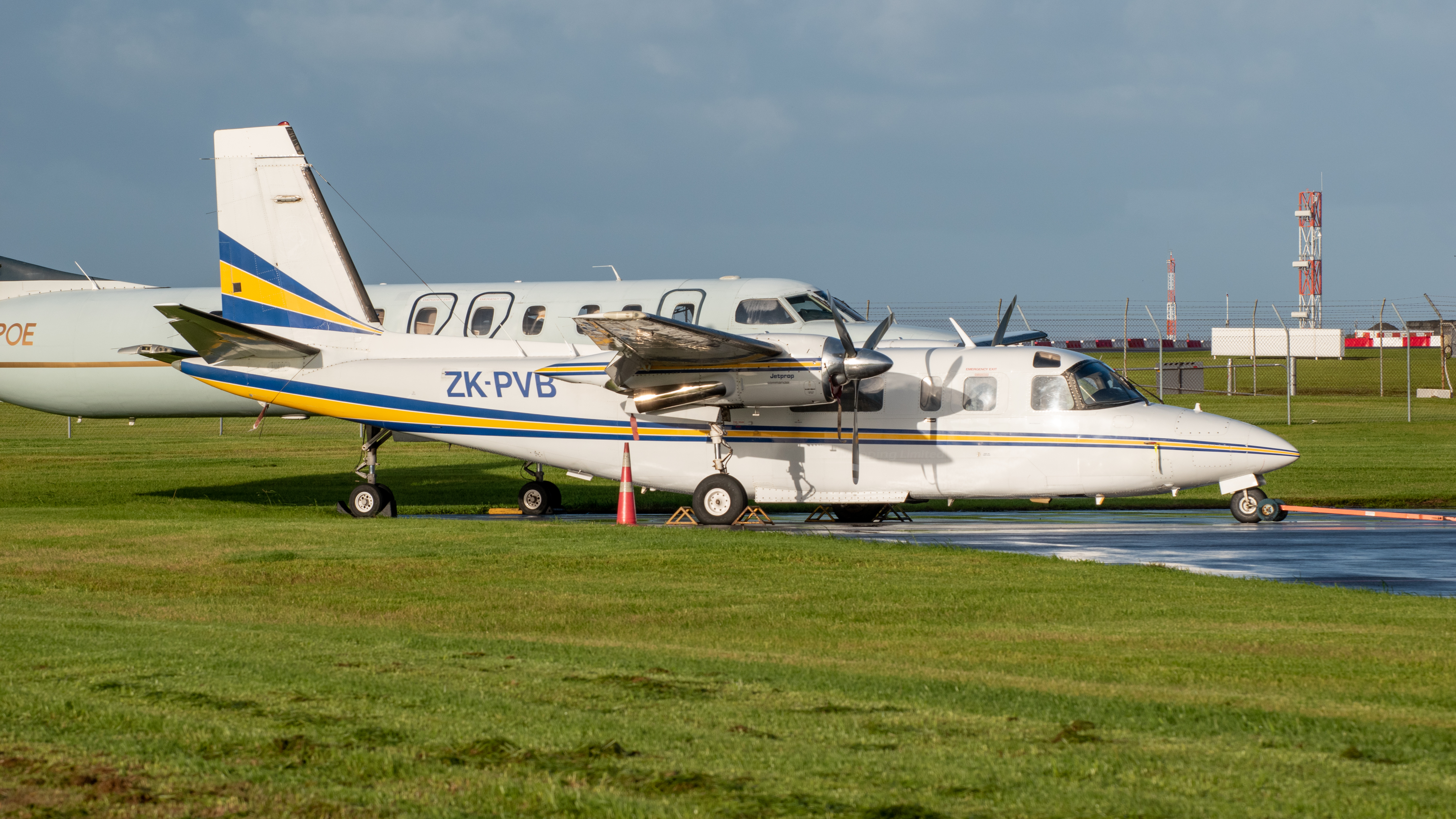
Le seul Air Chathams possédait Aero Commander à l'aéroport d'Auckland.

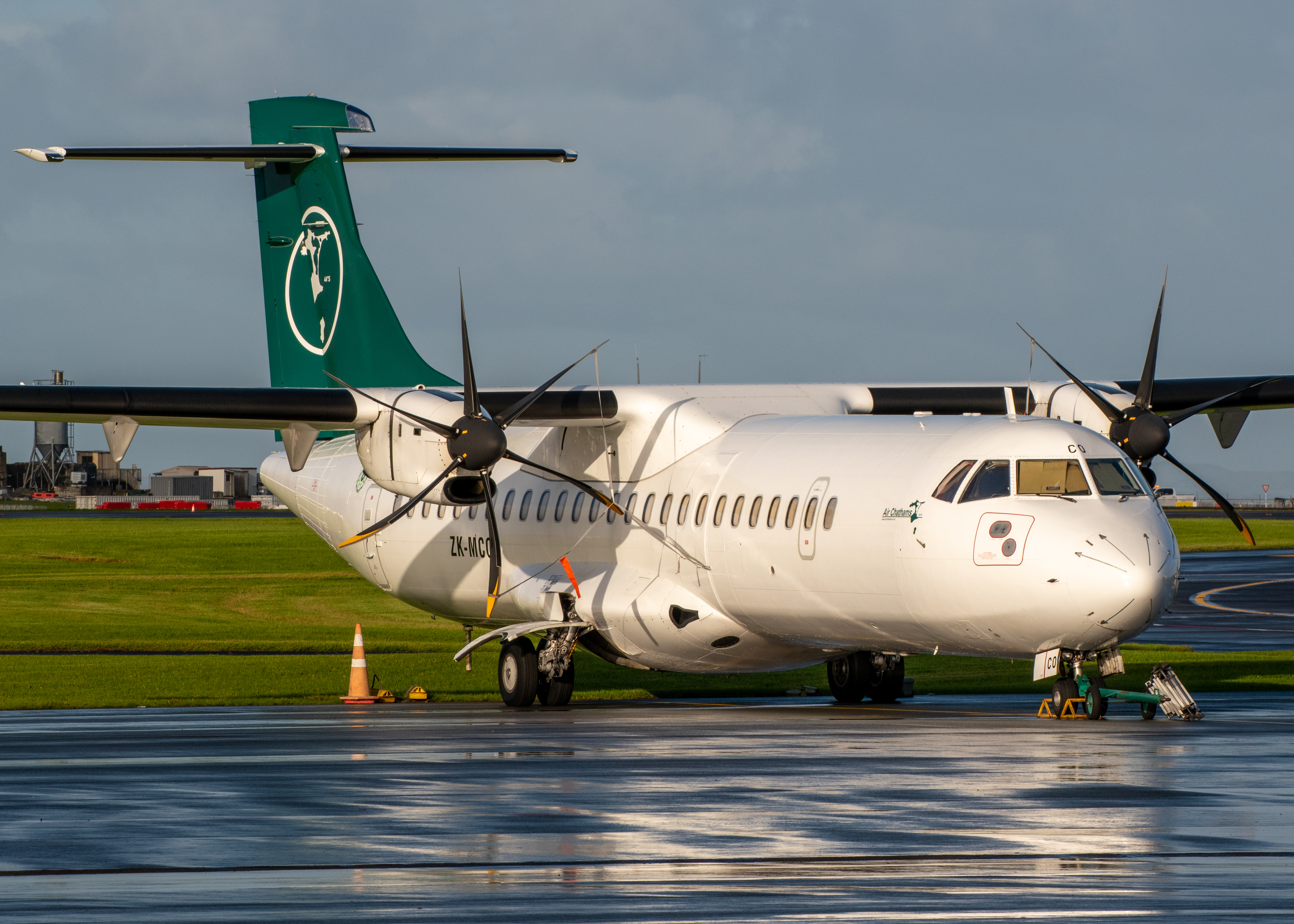
Air Chathams ATR72-500

Air Chathams Limited est une compagnie aérienne basée dans les îles Chatham, en Nouvelle-Zélande .  Elle a été créée en 1984 et exploite des services passagers réguliers entre les îles Chatham et la Nouvelle-Zélande continentale ainsi que des liaisons entre Auckland et Whakatāne, et Auckland et Whanganui . Sa base principale est l'aéroport des îles Chatham / Tuuta. 

## Histoire
La compagnie aérienne a été créée par Craig et Marion Emeny en 1984 et facilite le transport de marchandises et de personnes vers et depuis la Nouvelle-Zélande continentale. 
Craig Emeny a d'abord déménagé aux îles Chatham en tant que pilote pour exploiter des services principalement entre Chatham et les îles Pitt . À cette époque, le manque de régularité des vols vers la Nouvelle-Zélande continentale l'a amené à créer sa propre compagnie aérienne et à commencer ses opérations vers les aéroports continentaux. Air Chathams avait l'avantage d'être basée sur les îles Chatham et a pu éviter de nombreux problèmes liés aux conditions météorologiques que d'autres compagnies aériennes avaient en service vers les Chatham. Au fur et à mesure que le marché du fret et des passagers se développait, Air Chathams est passé de l'exploitation de petits avions à moteurs à pistons à de gros avions à turbopropulseurs de 50 places à deux moteurs.
En 2014, Air Chathams a établi une base d'opérations aériennes et de maintenance à l'aéroport international d'Auckland. À partir de cette base, la société fournit des services de maintenance à la fois en interne et à des compagnies aériennes tierces sous contrat. Une filiale à 100% (Chathams Pacific) a opéré des vols réguliers aux Tonga jusqu'en mars 2013. L'introduction d'aéronefs financés par l'aide de la Chine (RPC) et d'installations de formation à la demande du gouvernement tongan a introduit la concurrence sur les routes de Chathams Pacific. La direction d'Air Chathams a décidé de ne pas concurrencer la nouvelle compagnie aérienne, Real Tonga, et a cessé toutes les opérations des Tonga. Avec la réduction de la route régionale d' Air New Zealand, Air Chathams a commencé à desservir la route Auckland à Whakatane le 29 avril 2015, Auckland à Whanganui le 31 juillet 2016 et Auckland à Kapiti Coast à partir du 20 août 2018. 
À la mi-2018, la compagnie aérienne a annoncé qu'elle cherchait à rétablir les vols entre Auckland et l'île Norfolk. Air Chathams a annoncé en avril 2019 qu'elle prendrait en charge une quatrième liaison Air NZ en démarrant un service hebdomadaire d'Auckland à l'île Norfolk le 6 septembre 2019. 

## Destinations

### Destinations d'Air Chathams
Il s'agit d'une liste de destinations desservies par Air Chathams, à l'exclusion des filiales. 
|  | Hub                    |
|  | Destination future     |
|  | Destination abandonnée |
|  | Charter                |

### Destinations par Chathams Pacific
Voici une liste de destinations anciennement desservies par Chathams Pacific, une filiale à 100% d'Air Chathams qui a opéré entre 2007 et 2013.
|  | Destination terminée |

## Flotte
En Janvier 2019, la flotte d'Air Chathams comprend les avions suivants : 

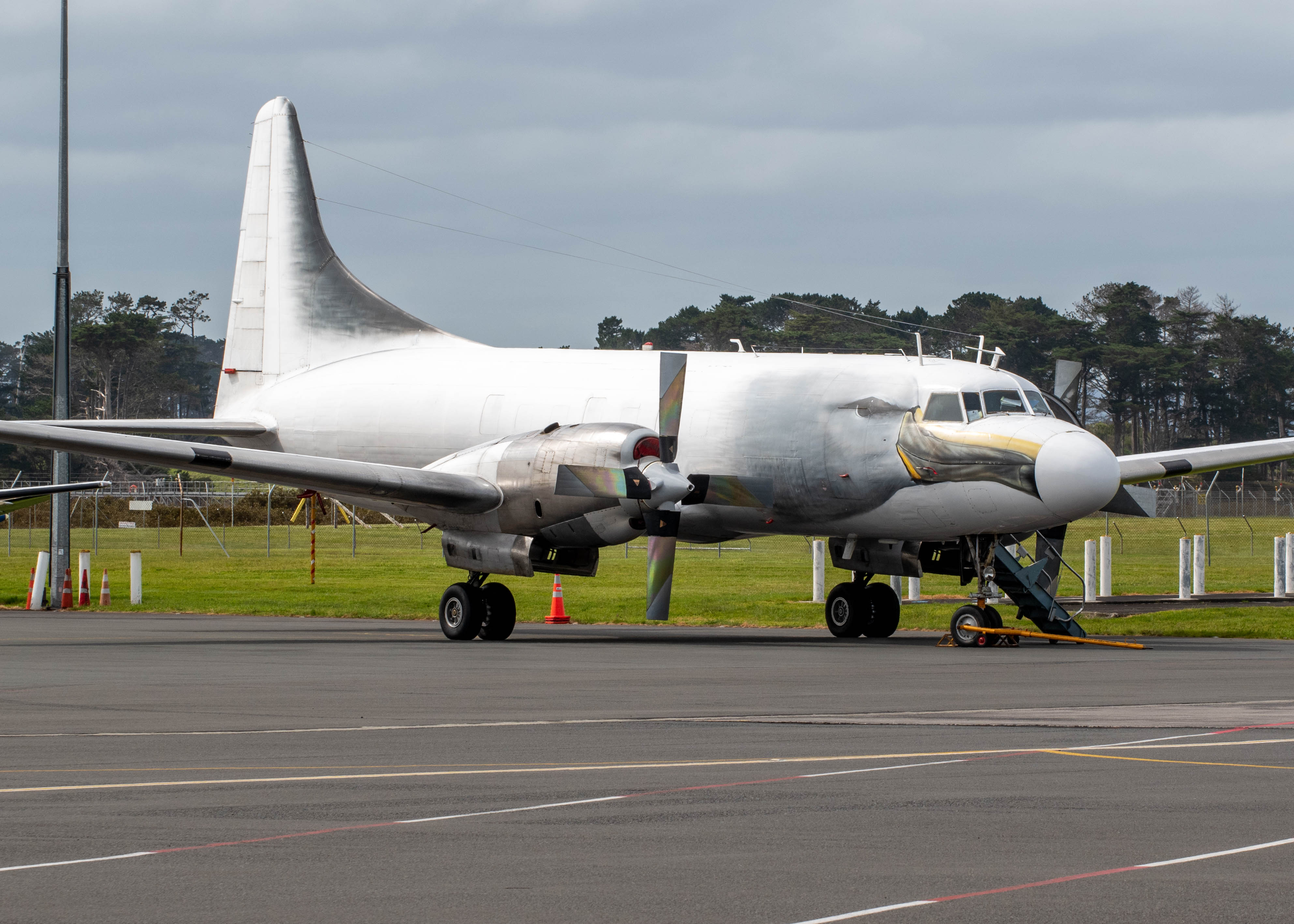
L'Air Chathams CV-580 'Toroa Freighter' à Auckland.

Les Convair 580, les Saabs et les Metroliners sont utilisés dans toutes les opérations de l'entreprise ainsi que dans les services de fret et les travaux d'affrètement. Le Cessna 206 assure un service non régulier entre Chatham Island et Pitt Island et est en lice pour assurer la recherche et le sauvetage ou des vols locaux autour des îles Chatham. L'Aero Commander 690 de la compagnie aérienne a été affrété pour la cartographie aérienne et les tâches d'enquête, tandis que le DC-3 est souvent affrété pour des vols panoramiques et des visites dans une livrée rétro NAC. 
En 2018, Air Chathams a acquis un ATR 72-500 auprès de Mount Cook Airline . L'ATR 72-500 assure des vols pour Tauck Tours en été, tout en aidant à la pointe de trafic vers Whanganui en hiver,.